# Castello di Scarborough
Il castello di Scarborough è un'ex fortezza reale medievale ubicata su un promontorio roccioso che domina il Mare del Nord e Scarborough, North Yorkshire, Inghilterra.
Il sito del castello, sul quale si sono succeduti un insediamento dell'età del Ferro, una stazione di segnalazione romana, un insediamento e una cappella anglo-scandinavi, il castello con la cinta muraria del XII secolo e la batteria del XVIII secolo, è un monumento programmato (scheduled monument) di importanza nazionale.
Fortificazioni per un castello in legno erano state realizzate già negli anni trenta del XII secolo, ma l'attuale castello in pietra data agli anni cinquanta del medesimo secolo.
Nel corso dei secolo furono aggiunte altre numerose strutture; i monarchi medievali investirono consistenti somme in quella che all'epoca era un'importante fortezza che sorvegliava la linea costiera dello Yorkshire, il porto commerciale di Scarborough e il nord dell'Inghilterra contro invasioni scozzesi o continentali.
Fu fortificato e difeso nel corso di varie guerre civili, assedi e conflitti, via via che i re combattevano contro baroni rivali, affrontavano ribellioni e si scontravano con le forze repubblicane, fino a quando, nel XVII secolo, per effetto della pace con la Scozia e della conclusione delle guerre civili e continentali, iniziò il suo declino.
Un tempo occupato da guarnigioni e governatori che spesso minacciarono la città, dopo gli assedi della guerra civile inglese, in particolare dopo il grande assedio del castello di Scarborough, il castello cadde in rovina, ma attrae tuttora numerosi visitatori che si arrampicano sulle merlature, osservano le diverse vedute e si divertono con la guida interattiva e gli eventi speciali organizzati dall'English Heritage.

## Storia

### Storia antica del sito
Scavi archeologici eseguiti negli anni venti del XX secolo hanno confermato l'esistenza di un villaggio fortificato (hill fort) costruito sul promontorio dove oggi sorge il castello.
I ritrovamenti sono stati datati tra il 900 e il 500 a.C., cioè verso la tarda Età del bronzo e l'iniziale Età del ferro.
Tra i reperti che datano a circa 3000 anni fa, è visibile nell'esposizione del castello una spada dell'Età del bronzo, che si ritiene fosse stata un'offerta rituale.
Nel punto sommitale del promontorio, nel IV secolo d.C. era stata costruita una stazione di segnalazione romana, una delle molte presenti lungo la costa dello Yorkshire.
La funzione della stazione era quella di segnalare l'avvicinamento di vascelli ostili. Essa poteva contare su una fonte naturale di acqua dolce che divenne in seguito nota come "Well of Our Lady" (pozzo di Nostra Signora).
I resti della torre di segnalazione furono scavati negli anni 20 del XX secolo, rivelando un edificio a pianta quadrata con un piccolo cortile interno.
Misurava circa 33 metri di lato ed era edificata in legno su fondazioni in pietra, con un portone e un fossato esterno.
Gli anglosassoni edificarono una cappella sul sito della stazione attorno all'anno 1000, i cui ruderi sono tuttora visibili.
Si crede che essa sia stata distrutta nel corso dell'invasione di Harald Hardrada nel 1066.
Un poema islandese molto più tardo afferma che nel 1066 le forze di Hardrada incendiarono un insediamento vichingo ubicato nei pressi del porto, costruendo un grande falò sul promontorio per accendere i dardi incendiari che erano scagliati sui sottostanti abitanti del villaggio.
Comunque, tuttora non è stato ritrovato alcun riscontro archeologico di tale evento, né tantomeno di presenza vichinga nel sito.
La prima testimonianza dell'insediamento presso il porto coincide con la fondazione del castello in pietra verso gli anni 1157–1164.
Questo insediamento si sviluppò da un piccolo insediamento ubicato attorno a una fortezza lignea che fu sostituita dal castello in pietra.

### Sviluppo e declino
Guglielmo il Grosso, conte di Aumale, un potente barone normanno e pronipote di Guglielmo il Conquistatore, edificò una fortificazione lignea dopo aver ricevuto la Contea di York da re Stefano nel 1138, assegnata come ricompensa per la sua vittoria nella battaglia dello Stendardo.
Aumale potrebbe aver rifondato la città di "Scardeburg", sebbene non vi sia adeguata evidenza di ciò.
Come nel caso di altri castelli, adiacente ad esso vi doveva essere almeno un piccolo insediamento.
Alcune informazioni sulla edificazione del castello sono sopravvissute nelle cronache di Guglielmo di Newburgh, un monaco che negli anni 90 del XII secolo scrisse a proposito della sua fondazione.
Il castello possedeva una porta a torre, cortine murarie, cortine murarie, un fossato secco e una cappella.
Questo castello del tipo motte e bailey in seguito fu smantellato e di esso, oggi, è visibile all'interno dell'attuale castello solamente la piccola ed elevata collinetta della motte.

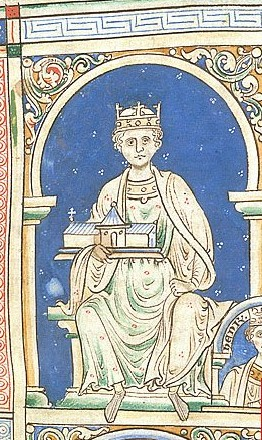
Re Enrico II fu l'artefice della costruzione della maggior parte degli edifici originali in pietra presenti nel castello; egli avviò i lavori a metà del XII secolo con un costo da lui sostenuto di £ 682.

Non è chiaro il destino delle fortificazioni originarie. Il re Enrico II ordinò che tutti i castelli reali fossero restituiti alla Corona.
Egli perseguì la politica di distruzione dei castelli adulterini, vale a dire edificati in assenza di permesso reale, sotto il caotico regno di re Stefano.
Inizialmente, Aumale resistette all'ordine di consegnare Scarborough, che egli aveva edificato sopra un maniero reale, fintantoché le forze di Enrico giunsero a York.
I castelli lignei svanirono – Guglielmo di Newburgh, scrivendo all'incirca in quell'epoca, affermò che la struttura fosse decaduta nel tempo e che gli elementi erano martoriati dalle avversità climatiche su quel promontorio spazzato dal vento.
Interpretazioni successive ritengono ciò implausibile e affermano che Enrico volesse apporre il suo marchio su Scarborough, demolendo il forte di Guglielmo e creando un complesso in pietra molto più forte.
Circa dal 1157, Enrico II ricostruì il castello utilizzando la pietra.
La maggior parte dell'attività edile si svolse tra il 1159 e il 1169, quando fu edificato il dongione a tre piani e una muratura in pietra sostituì la palizzata lignea che proteggeva la bailey interna.
Verso la fine del regno di Enrico, nel 1189, per il castello era stato speso un totale di £ 682, 15 scellini e tre pence, di cui £ 532 furono spese tra il 1157 e il 1164.
Le entrate annuali medie di Enrico nel corso del suo regno ammontavano a circa £ 10 000.
Il castello divenne una roccaforte settentrionale strategica per la Corona. Enrico II concesse alla città cresciuta ai piedi della fortezza il titolo di Royal Borough (Quartiere Reale).
Mentre Riccardo I (regnante tra il 1189 e il 1199) non investì alcunché nel castello, suo fratello re Giovanni (regnante negli anni 1199–1216) si assicurò che esso fosse una residenza confortevole per sé e il suo seguito.
Il dominio di Giovanni fu fortemente osteggiato dai baroni settentrionali, cosicché il castello di Scarborough fu fortificato per essere una roccaforte strategica.
Giovanni visitò il castello quattro volte nel corso del suo regno e vi investì una somma considerevole.
Fece edificare la cinta muraria dei lati ovest e sud negli anni 1202–1212 e un nuovo salone, chiamato le King's Chambers (camere del re), successivamente ridenominato Mosdale Hall.
In totale, Giovanni spese per il castello £ 2 291, tre scellini e quattro pence.
Questa somma includeva £ 780, che erano state destinate alla riparazione del tetto del mastio negli anni 1211–1212; Giovanni investì nel castello più di ogni altro monarca.
I Pipe Rolls, registri delle spese reali, mostrano che Giovanni spese oltre £ 17 000 per 95 castelli nel corso della durata del suo regno e Scarborough ricevette l'investimento più cospicuo.
Le migliorie continuarono sotto Enrico III (regnante negli anni 1216–1272).
In questo tempo, Scarborough era un porto fiorente e, sebbene egli non avesse mai visitato il castello, Enrico investì una considerevole somma per il suo mantenimento.
Attorno agli anni 1240–1250, installò un nuovo barbacane che consisteva di due torri che fiancheggiavano la porta d'ingresso ed altre due torri che proteggevano l'avvicinamento.
Queste furono completate nel 1343, sebbene da allora siano state ampiamente modificate.
In questo periodo, il castello era una potente base della quale un governatore privo di scrupoli avrebbe potuto abusare: Geoffrey de Neville, che fu governatore per 20 anni nel XIII secolo, utilizzò la guarnigione per sequestrare le merci del porto.
Dal momento che i governatori non erano tenuti a risiedere nel castello, essi spesso si intascarono i fondi piuttosto di destinarli alle sue manutenzioni.
Verso la seconda metà del XIII secolo, le difese iniziarono a decadere, le tavole di legno marcirono, le tegole mancavano e le armerie erano prive di armi.
La corruzione proseguì tra i custodi del castello, che agivano impunemente, non essendo il castello sotto la giurisdizione del borgo.
Negli anni settanta del XIII secolo, il governatore William de Percy bloccò la strada principale per Scarborough ed impose dazi illegali.
Nonostante il suo declino, nel 1265 il castello fu concesso al principe Edoardo, divenuto poi il re Edoardo I (regnante negli anni 1272–1307), il quale tenne qui la corte nel 1275 e nel 1280.
Nel 1295, ostaggi delle sue campagne per soggiocare il Galles erano incarcerato presso il castello.

### L'assedio di Piers Gaveston nel 1312
Henry de Percy, che occupò il castello dal 1308, fece edificare un panificio, un birrificio e delle cucine nel cortile interno e il castello fu nuovamente trasformato in una notevole fortificazione.
Re Edoardo II (regnante negli anni 1307–1327) vi imprigionò alcuni dei suoi nemici scozzesi nel 1311.
Nel 1312 assegnò a Isabella de Vesci i castelli di Bamburgh e Scarborough.
Il castello fu considerato dal cavaliere favorito del re, il guascone Piers Gaveston, come il posto naturale per cercare rifugio quando fu inseguito dai baroni che imposero le ordinanze del 1311.
Le Ordinanze furono imposte per limitare il potere reale e i baroni ravvisarono in Gaveston una minaccia per i loro interessi.
Nel 1311, Sir Robert Felton era governatore del castello di Scarborough e fu ucciso a Stirling nel 1314.
Nell'aprile 1312, Edoardo nominò Gaveston governatore del castello di Scarborough, ma la sua reggenza sarebbe stata breve. In maggio, i conti di Pembroke e Warenne, assieme a Henry de Percy, assediarono ed espugnarono il castello.
Nonostante la sua strenua difesa, cadde rapidamente a causa della mancanza di provviste.
A Gaveston fu promessa una scorta sicura per lasciare il castello, ma durante il viaggio verso sud fu catturato dal conte di Warwick e ucciso.
Scarborough se la cavò un po' meglio: Edoardo punì la città per non aver supportato Gaveston togliendole i suoi privilegi reali e ponendola sotto il controllo diretto di governatori di nomina reale.

### Ulteriori assalti e decadenza, 1318–1635
All'epoca della guerra dei cento anni (1337–1453), Scarborough era un importante porto per il commercio della lana, tanto da essere attaccato parecchie volte dalle forze nemiche.
A seguito di voci di una possibile invasione francese, un'inchiesta del 1393 per verificare lo stato del castello portò all'esecuzione di interventi di riparazione tra il 1396 e il 1400.
Enrico VI (regnante negli anni 1422–1461 e 1470–1471) ordinò l'esecuzione di importanti interventi tra il 1424 e il 1429.
Riccardo III (regnante negli anni 1483–1485) fu l'ultimo monarca a metter piede al suo interno.
Egli risiedette al castello nel 1484 mentre stava costituendo una flotta per combattere i Tudor, una lotta che perse assieme alla sua vita nel corso dell'anno seguente.
Dopo gli assalti di Francia e Scozia al principio del XVI secolo, nel 1536 Robert Aske provò senza successo a prendere il castello durante il pellegrinaggio di Grazia, una rivolta contro la soppressione dei monasteri e la rottura di Enrico VIII (regnante negli anni 1509–1547) con la Chiesa cattolica romana.
Lavori di riparazione furono eseguiti nel 1537 e, nel 1538, parte del piombo delle torri fu utilizzato dal governatore, Sir Ralph Eure (Evers), per realizzare recipienti per la produzione di birra; Eure riportò che alcuni tratti di mura era crollati.
Nel 1557, forze leali a Thomas Wyatt il Giovane, che si oppose a Maria I (regnante negli anni 1553–1558) e al Cattolicesimo, s'impadronirono del castello entrandovi travestiti da bifolchi.
Il loro leader, Thomas Stafford, resse il castello per tre giorni e in seguito subì esecuzione per alto tradimento sulla Tower Hill.

### Assedi della guerra civile, 1642–1648
Nel settembre 1642, allo scoppio della guerra civile inglese (1642–1651), Sir Hugh Cholmley occupava il castello come Parliamentarian leale a Oliver Cromwell, ma cambiò parte nel marzo 1643.
Il castello fu rifortificato su ordine di Cholmley, includendo la fondazione della South Steel Battery per l'artiglieria.
Dopo la defezione di Cholmeley, il castello, con la sua guarnigione di 700 soldati realisti, la città e il suo porto strategico per i rifornimenti erano schierati dalla parte di Carlo I (regnante negli anni 1625–1649).
I Parliamentarian consideravano Scarborough un bersaglio realista di gran valore, in quanto era l'unico porto che non si trovava sotto il loro dominio.
Il 18 febbraio 1645, Sir John Meldrum strappò la città ai Realisti, tagliando loro ogni via di fuga per terra o per mare e consegnando il porto al Parlamento.
Lo stesso giorno, Cholmley si ritirò nel castello e rifiutò di arrendersi, cosicché i Parliamentarian si prepararono per quello che fu un assedio di cinque mesi, uno dei più sanguinosi della Guerra Civile, con scontri pressoché continui.
Le forze parlamentari installarono quello che era all'epoca il più grande cannone del paese, il Cannon Royal, nella chiesa del XII secolo dedicata a santa Maria situata sotto al castello, e procedettero a bombardare con palle di cannone da 56–65 libbre (25–29 kg), che martellarono le difese del castello.
A sua volta, la chiesa fu estesamente danneggiata durante i tre giorni di combattimento.
Il bombardamento distrusse in parte il mastio del castello, ma le mura esterne non furono danneggiate.
Le forze parlamentari non riuscirono a prendere il castello e seguì quindi un periodo di combattimenti corpo a corpo particolarmente sanguinosi attorno all'ingresso del barbacane, durante i quali fu ucciso Sir John Meldrum.
In luglio il vento girava a favore dei Parliamentarian: i bombardamenti, lo scorbuto, la penuria di acqua, forse una scarsità di polvere da sparo, la minaccia della fame e il fatto che erano rimasti solo 25 uomini idonei al combattimento portarono alla resa del castello il 25 luglio 1645.
Solo circa la metà dei 500 difensori inizialmente presenti sopravvisse.
Successivamente, il castello fu riparato e riarmato per il Parlamento con una compagnia di 160 uomini.
Matthew Boynton, il nuovo governatore del castello, si dichiarò in favore del re il 27 luglio 1648, quando i soldati rimasero senza paga.
Questo fatto portò ad un secondo assedio, che riportò il castello sotto il controllo del Parlamento il 19 dicembre, quando la guarnigione fu sconfitta tanto dall'inverno sopraggiungente quanto dalle forze parlamentari.
Il castello passò di mano sette volte tra il 1642 e il 1648.
In seguito, il castello fu utilizzato come prigione per coloro che erano stati giudicati nemici del Commonwealth of England, il breve periodo repubblicano del paese.
Lo scheletro del mastio sopravvive, ad eccezione della parete ovest, che fu distrutta nel corso del bombardamento. A seguito della restaurazione della monarchia nel 1660, il castello ritornò alla Corona.

### Dal 1660

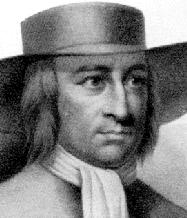
George Fox, che fondò i Quaccheri, fu imprigionato nel castello di Scarborough nel XVI secolo.

Il castello fu utilizzato come prigione dalla metà del XVII secolo e la guarnigione fu aumentata nel 1658. Nel 1662 il castello ritornò alla Corona.
George Fox (1624–1691), fondatore della Religious Society of Friends, vi fu imprigionato dall'aprile 1665 al settembre 1666 per attività religiose considerate pericolose per Carlo II (regnante negli anni 1660–1685).
Il castello poi decadde nuovamente: Giacomo II (regnante tra 1686 e 1688) non lo presidiò, scommettendo che le sue difese sarebbero state sufficienti a resistere a una qualunque invasione olandese, ma, nel corso della Gloriosa Rivoluzione, che spodestò Giacomo, la città fu assediata da Guglielmo d'Orange.
La rivolta giacobita del 1745, una serie di insurrezioni finalizzate alla restaurazione sul trono della Casa cattolica degli Stuart, portò nel 1746 a una ristrutturazione delle fortificazioni del castello con l'installazione di batterie di cannoni e una caserma per 120 ufficiali e soldati.
Il mastio fu utilizzato come magazzino per le polveri, dove si custodiva la polvere da sparo, e la South Steel Battery fu ricostruita.
La caserma, contenente 12 appartamenti, poteva ospitare 120 soldati.
Furono costruite tre batterie per proteggere la città e il porto.
Due batterie erano rivolte a sud e l'altra era posta nel lato nord del cortile del castello.
Nel 1748, fu edificata l'abitazione del Master Gunner (mastro cannoniere) e servì come alloggio fino al principio del XX secolo; oggi essa ospita l'esposizione sul castello.
Il castello non fu interessato da alcun'azione in questo periodo.
In seguito, la minaccia di un'invasione francese al tempo delle guerre napoleoniche portò all'insediamento permanente di una guarnigione, che vi restò fino alla metà del XIX secolo; nel 1796 prigionieri francesi furono incarcerati presso il castello.
Nel corso della prima guerra mondiale, Scarborough fu utilizzata per scopi di propaganda britannica dopo il bombardamento della città compiuto da due navi da guerra dell'Impero tedesco, la SMS Derfflinger e la SMS Von der Tann, il 16 dicembre 1914. Il raid uccise 19 persone e danneggiò il mastio del castello, la caserma e la cinta muraria.
Il castello fu gravemente danneggiato dalla pioggia di 500 granate dirette ad esso e sulla città. La caserma fu demolita per gli estesi danneggiamenti provocati dal bombardamento.
Durante la seconda guerra mondiale, il castello servì come postazione segreta di ascolto.

## Descrizione

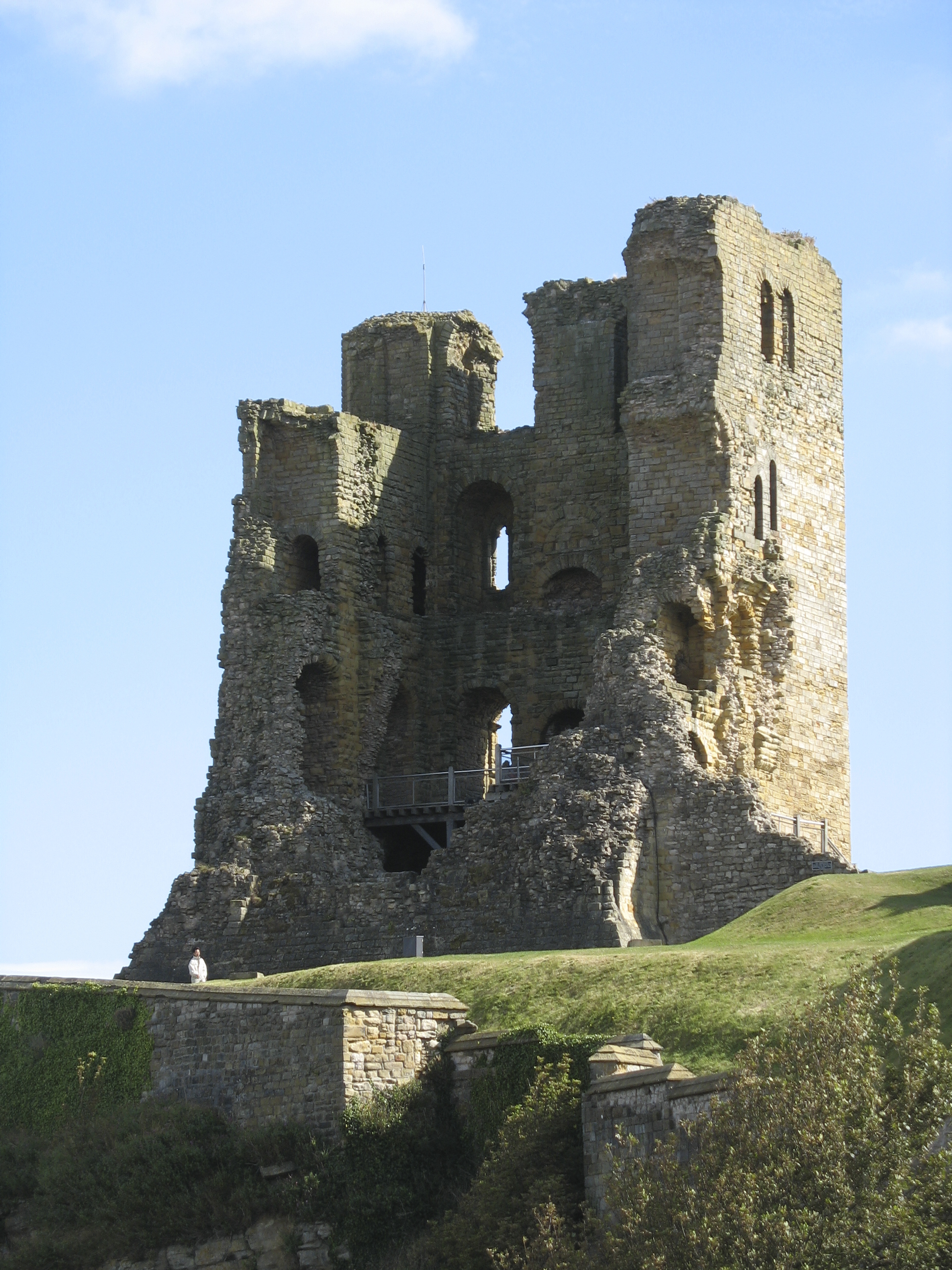
Il mastio del XII secolo

L'ubicazione del castello trae vantaggio da un sito difensivo naturale posto su un promontorio con ripidi pendii, alto 91 m (300 piedi), affacciato sul mare su tre lati.
Il promontorio è collegato alla terraferma attraverso un istmo, in cui fu scavato un fossato; inoltre, sul lato a sudovest dell'istmo, fu costruito un muro o una palizzata.
La cinta muraria in pietra data tra la fine del XII secolo e il principio del XIII secolo, quando fu rinforzata tramite l'aggiunta di dodici torri rotonde a intervalli di 230 iarde (210 m).
Le mura non circondano gli edifici interni del castello.
L'entrata consiste di un barbacane, o fortificazioni per proteggere l'accesso, completato nel XIV secolo ed affiancato da due torri semicircolari su alti basamenti.
Modifiche apportate al barbacane hanno rimosso le evidenze di una saracinesca e delle sue scanalature.
Il barbacane sorge sul luogo di una fortificazione del XII secolo, costruita in prossimità dei ruderi di una cappella anglosassone dell'XI secolo.
Oltre l'accesso principale, un ponte di pietra, costruito attorno al 1337–1338 per sostituire due ponti levatoi, conduce ai cortili.
Dapprima si entra nel cortile interno, che era utilizzato per le officine, gli uffici, una cucina e un magazzino. Solitamente, si accede al cortile interno di un castello attraverso il cortile esterno: a Scarbourough invece è vero il contrario.
Il mastio del XII secolo, alto 26 m (86 piedi), e il pozzo del castello, profondo 46 m (150 piedi), si trovano nel cortile interno.
Del mastio, con il suo ingresso posto al primo piano, sopravvive la muratura esterna, mancando la parete ovest, i piani interni e il tetto, distrutti a seguito dei bombardamenti del XVII secolo.
Con la sua base inclinata, per favorirne la difesa, il tetto piatto e quattro torrette, questo edificio a pianta quadrata e a quattro piani era alto oltre 30 m (100 piedi).
Le mura avevano uno spessore che variava da 3,4 a 4,6 m (da 11 a 15 piedi), essendo la parete a ovest quella più spessa. Vi sono parecchie finestre, alcune murate per la loro intera lunghezza,
Gli angoli hanno cornici decorative stondate.
Nel muro a ovest del primo piano, che comprendeva un unico Grande Salone in cui gli occupanti pranzavano e spesso dormivano, si trovano i resti di un camino.
Sia il secondo sia il terzo piano erano divisi in due camere ad uso di visitatori importanti o del governatore. Il basamento era adibito a magazzino.
Misure di resistività compiuti nel cortile interno alla fine del XX secolo hanno permesso di ricostruire gli ingombri di più edifici del XII secolo.

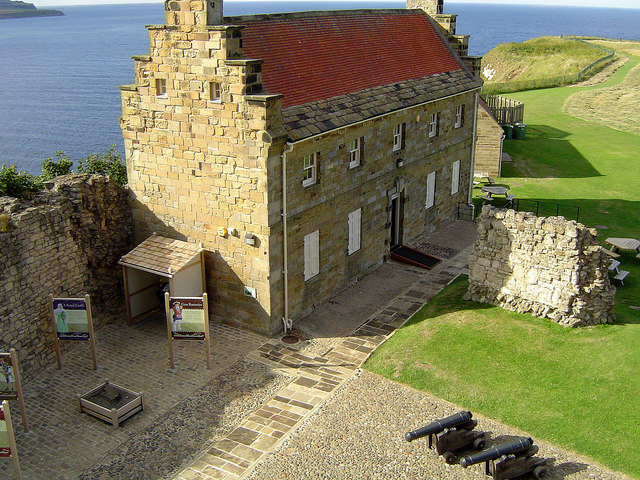
Master Gunner's House (casa del mastro cannoniere)

I cortili sono separati da un muro di pietra, da un fossato e da un terrapieno, con due accessi difesi.
Il più vasto cortile esterno era destinato a divertenti rappresentazioni teatrali, alla coltivazione di verdure e all'allevamento di animali.
Vi si trovavano pure un cimitero e la cappella di Santa Maria, oggi completamente scomparsa, sebbene si possano ancora vedere i ruderi della vecchia cappella anglosassone sul sito di un'antica stazione di segnalazione romana.
Nel cortile esterno sorgeva anche un edificio medievale del XII secolo, lungo 30 m (100 piedi), per ospitare i visitatori reali.
Esso consisteva di un lungo salone e di una camera privata dotata di camino, utilizzata dal monarca, oltre a stanze per la preparazione e la conservazione del cibo.
L'edificio fu demolito poco prima di un'ispezione compiuta nel 1538, che non ne fa menzione: di esso restano solo le fondamenta, scavate nel 1888.
Nel cortile esterno, un edificio chiamato King's Chambers (camere del re) o Mosdale Hall, dal nome di un governatore del XIV secolo che lo migliorò, è un esempio di come il castello sia stato alterato nel corso degli anni.
Inizialmente costruito nel XIII secolo e ampliato da Mosdale dopo il 1397, l'edificio a due piani che era unito alla cinta muraria fu convertito a caserma in mattoni rossi nel XVIII secolo.
Dopo essere stato pesantemente danneggiato dal bombardamento tedesco nel 1914, esso fu demolito.
L'opera muraria in mattoni rossi è chiaramente visibile vicino al molto anteriore muro esterno di pietra, come lo si vede dalla South Bay di Scarborough.
Anche la Queen's Tower (torre della regina) del XIII secolo, ubicata nel muro vicino, ebbe diversi utilizzi: inizialmente era un alloggio di lusso, dotato di latrine private, di un portico e di ampie finestre, aggiunte nel 1320, da cui si vede la baia.
Due di queste finestre furono in seguito murate e una fu cambiata in armadio con uno scivolo per la spazzatura.
La Master Gunner's House (casa del mastro cannoniere), costruita nel 1748, servì come alloggio fino all'inizio del XX secolo.

### Sviluppo come attrazione turistica
Durante la seconda metà del XIX secolo, il castello divenne un'attrazione turistica.
Le fondazioni di un salone medievale furono scavate nel 1888 e una fotografia del 1890 mostra dei visitatori che utilizzano le fondamenta per praticare tiro con l'arco.
Nel 1920, il sito divenne di proprietà pubblica sotto il controllo del Ministry of Works.
La demolizione delle caserme del XVIII secolo mise in luce le fondazioni medievali della Mosdale Hall, che sono tuttora visibili.

## Utilizzi attuali del castello
Il sito del castello, un "monumento antico programmato" gestito sin dal 1984 dall'English Heritage, ospita vari eventi, solitamente in estate, come attività correlate ai temi di pirati e di Robin Hood.
Si racconta che le fondamenta del castello sono infestate da tre fantasmi, tra i quali un soldato romano.
Nella Master Gunner's House del XVIII secolo, ora un museo, si trova un'esposizione, il cui pezzo principale è una spada dell'Età del Bronzo scoperta nel 1980.
L'English Heritage investì £ 250 000 nel rendere il sito un'attrazione turistica.
Un centro visitatori fornisce l'ingresso a tutti i resti esistenti e include una mostra di manufatti del sito e terrazze panoramiche.